# 松井田町二軒在家
松井田町二軒在家（まついだまちにけんざいけ）は、群馬県安中市の地名。旧碓氷郡松井田町大字二軒在家にあたる地名である。郵便番号は379-0223。

## 地理
碓氷川上流右岸の横野段丘上に位置している。

### 河川
- 碓氷川

## 歴史
江戸時代頃からある地名であり、旗本河田氏領だった。

### 年表
- 1889年 - 町村制施行により碓氷郡松井田町、臼井町、坂本町、西横野村、九十九村、細野村が成立し、碓氷郡西横野村となる
- 1954年 - 松井田町、臼井町、坂本町、西横野村、九十九村、細野村の6町村が合併して新たに碓氷郡松井田二軒在家となる。
- 2006年3月18日 - 松井田町が安中市と合併し、安中市松井田町二軒在家となる。

### 地名の由来
中世における当地の荘園内で在家役を負担した農家2戸に由来するという。

## 世帯数と人口
2017年（平成29年）7月31日現在の世帯数と人口は以下の通りである。
| 町丁             | 世帯数  | 人口    |
| ---------------- | ------- | ------- |
| 松井田町二軒在家 | 878世帯 | 2,232人 |

## 教育
市立小・中学校に通う場合、学区は以下の通りとなる。
| 番地 | 小学校               | 中学校               |
| ---- | -------------------- | -------------------- |
| 全域 | 安中市立西横野小学校 | 安中市立松井田中学校 |

## 交通

### 鉄道
線路が通過しているが、鉄道駅はない。

### 道路
上信越自動車道通過しているが、ICやSAはない。
国道はなく、県道は群馬県道217号松井田中宿線、群馬県道213号磯部停車場妙義山線が通過。

## 施設
- 安中市立西横野小学校
- 群馬県警安中警察署二軒在家駐在所

## 避難所
指定緊急避難場所
- 二軒在家公会堂[7]
- 烏留公会堂
- 烏留住民センター
- 三日市住宅団地公園
- 別所住民センター

指定避難所
- 西横野小学校体育館[8]